# Lucie Horváth Sedláčková
Lucie Horváth Sedláčková (* 1. října 1994 Děčín) je česká profesionální boxerka v pérové váze (do 57 kg), juniorská mistryně světa WBC, mistryně Evropy WBO, držitelka světového stříbrného pásu organizace WBC a dvojnásobná mistryně České republiky v amatérském boxu. Je také známá pod přezdívkou Mlátička z Děčína.

## Život
Narodila se a vyrůstala v Děčíně. Od čtyř let začala cvičit gymnastiku pod vedením svojí matky, která působila jako trenérka tohoto sportu. Během dětství se věnovala také sborovému zpěvu a soutěžnímu tanci. V Praze vystudovala na střední škole veřejnoprávní, kde maturovala v roce 2014. Kromě boxu se také věnovala modelingu a zvítězila v soutěži Czech Beauty pořádané Dominikou Mesárošovou. Z profesních důvodů se přestěhovala v roce 2019 do Monaka, kde strávila dva roky. Dne 5. srpna 2023 se provdala za boxera Štěpána Horvátha.
Boxerskou sportovní kariéru odstartovala v roce 2008 ve 14 letech. Nejprve boxovala za Sportovní klub městské policie Děčín pod dohledem trenéra Václava Němečka. Po přestěhování do Prahy se jejího vedení ujala reprezentační trenérka Eva Líšková. V roce 2012 se přesunula do Ústí nad Labem, kde ji začal vést Lukáš Konečný. V roce 2017 se zasnoubila se svým přítelem a tehdejším trenérem Štěpánem Horváthem, který ji začal trénovat místo Lukáše Konečného. V roce 2020 se jejím trenérem stal Rudolf Kraj.

## Sportovní kariéra
- 2012
  - Vicemistryně České republiky, ženy, kategorie do 57 kg, ve finálovém zápase poražena na body.[14]
- 2013
  - Vicemistryně České republiky, ženy, kategorie do 57 kg, ve finálovém zápase poražena na body.[15]
- 2014
  - Mistryně České republiky, ženy, kategorie do 57 kg, vítězství na body.[16]
- 2016
  - Mistryně Evropy organizace WBO, ženy, kategorie do 57 kg, vítězství na KO.[17]
  - Juniorská mistryně světa organizace WBC, do 22 let, kategorie do 57 kg, vítězství na body.[18]
- 2017
  - Získala stříbrný pás organizace WBC,[pozn. 3] ženy, kategorie do 57 kg, vítězství na body.[19][20][21]

- 2019
  - Podepsala dvouletou smlouvu se stájí Ambitious Monaco, ale kvůli opatřením proti covidu-19 neboxovala ani jeden zápas.[20]
- 2020
  - Vítězství v zápase pod hlavičkou organizace Oktagon proti bulharské soupeřce Mileně Kolevě.[22]
- 2023
  - Mistryně České republiky, ženy, kategorie do 60 kg, vítězství na body.[23]
  - Účastnice Evropských her v Krakově 2023.[24]
- 2024
  - Bronzová medaile na Světovém poháru v americkém Coloradu Springs.[25]
  - Účastnice olympijské kvalifikace v Busto Arsiziu.[26]
  - Účastnice olympijské kvalifikace v Bangkoku.[27][28]
- 2025
  - Debut v Clash of the Stars, kde podlehla v zápase MMA Hance „Krutohance“ Gelnárové.[29]